# NiMa Lindner

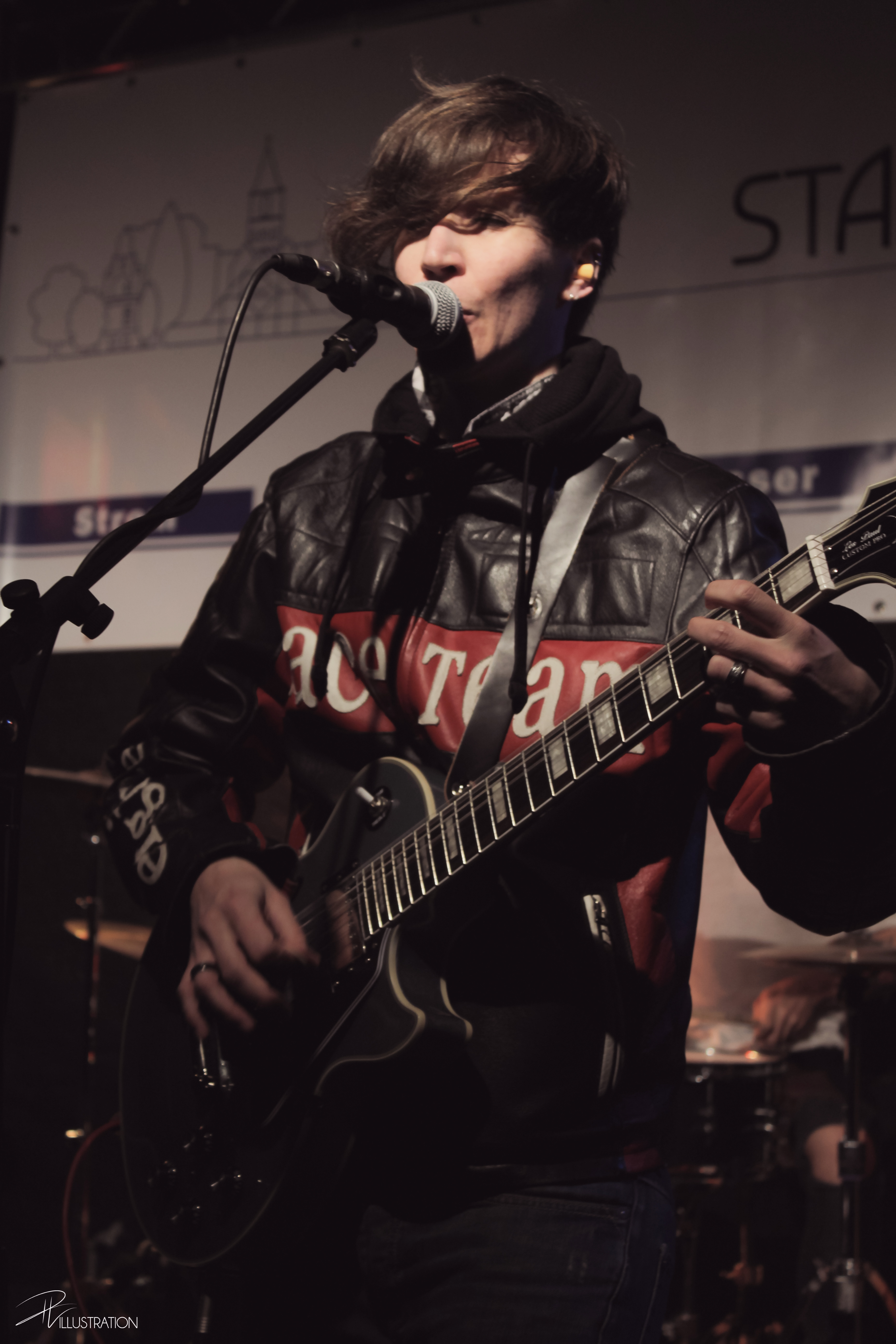
NiMa Lindner live auf dem Pfingstrausch Festival 2015

Nina Maria Lindner alias NiMa Lindner (* Januar 1981) ist eine deutsche Singer-Songwriterin, Gitarristin und Schlagzeugerin aus dem Ruhrgebiet. Sie ist sowohl als Solokünstlerin als auch mit Bandbesetzung unterwegs. Ihr Stil bewegt sich im Bereich Alternative Rock, Pop, Independent und z. T. experimentellen Strukturen.

## Leben
Lindner ist gelernte Krankenschwester und Sozialpädagogin. Seit ihrem 15. Lebensjahr macht sie Musik und fungierte einige Jahre in verschiedenen Bandprojekten als Gitarristin, Sängerin, und/oder Schlagzeugerin.
Seit Ende 2013 steht sie solo als Singer-Songwriterin auf der Bühne. Anfang 2014 veröffentlichte sie ihr erstes akustisches Demo-Album Need some voice. Im Januar 2015 folgte die Single Follow your dreams, die als Singleauskopplung für das 2016 erschienene Album FOLLOW diente. Im März 2015 erweiterte sie ihr Soloprojekt; seitdem tritt NiMa Lindner auch als Band auf. Das erste Konzert spielte die Band auf dem Ütti-Rockt Festival im Sommer 2015 vor etwa 1500 Zuschauern am Uettelsheimer See in Duisburg. FOLLOW nahm NiMa Lindner im Jahr 2015 gemeinsam mit dem kanadischen Bassisten Rik Born und dem Schlagzeuger Marius Lamm im CKB Recording Studio in Essen auf. Ende März 2016 wurde FOLLOW veröffentlicht.
Im Dezember 2015 wurde NiMa Lindner vom 33. Deutscher Rock und Pop Preis und der Deutschen Popstiftung für das Finale in der Kategorie Singer nominiert und zudem mit dem ersten Platz als Beste Alternativ Sängerin 2015 ausgezeichnet. Ihr Song Fight for belegte den dritten Platz als Bester Alternativ Song 2015.
Über den Jahreswechsel 2015/2016 veröffentlichte sie eine weitere Single, Learn to fly, bei der sie für die Gesangsaufnahme, Mix und Mastering mit dem Klangwelt Studio Essen / Ruhrrekorder zusammenarbeitete. Im Oktober 2016 erschien die Single Colours passing by, die in Zusammenarbeit mit dem gleichen Studio entstand.
Im April 2016 gewann NiMa Lindner den Bandwettbewerb des Rockin’ Rooster Club e. V. und sicherte sich somit einen Spielslot auf dem Pfingstrausch Festival in Haan. Im gleichen Monat spielte sie als Vorband für die New-Wave-Sandpaper-Rock-Band Pandora’s Bliss im Kölner Blue Shell. Im September 2016 wurde ihr Song Fight for sowohl in den Ruhrcharts als auch im WDR 2 in der Sendung Made in Germany vorgestellt. Fight for hielt sich drei Wochen lang in den Ruhr-Charts und kam in der dritten Woche von Platz 27 auf 25.
Im Jahr 2016 wurde NiMa Lindner erneut für das Finale des 34. Deutschen Rock- und Pop-Preises nominiert und stand am 10. Dezember in den Kategorien Singer Songwriter und Rock/Alternative live auf der Bühne in der Siegerlandhalle in Siegen.
Dort erhielt sie außerdem Auszeichnungen für das Beste Alternativ Album 2016 und für ihren Song Memories als Bester Alternativ Song 2016.
Im Herbst 2017 widmete sich NiMa Lindner intensiver ihren Nebenprojekten als Schlagzeugerin, unter anderem auf dem neuen Album von Lupa Covella. NiMa Lindner gab im Spätsommer 2018 eine kreative Pause bekannt, um neue Songs zu schreiben. Im April 2020 wurde ihr zweites Album "The truth behind" veröffentlicht, für welches sie im Dezember 2020 eine dreifache Auszeichnung von der Deutschen Popstiftung für ihr im April veröffentlichtes zweites Album "THE TRUTH BEHIND" erhielt.
Während der Corona-Krise begann Lindner 2020 eine Ausbildung zur Audiodesignerin an der Akademie Deutsche Pop in Bochum. Sie veröffentlichte ihre Single Saturday und kündigte damit ein drittes NiMa-Lindner-Album für 2023 an.
Gemeinsam mit Jennifer Freiberger gründete NiMa Lindner 2021 das deutsche Duo SommerPAUSE. Die Debüt-Single Das Leben dreht sich wurde im Mai 2022 unter SommerPAUSE feat. NiMa Lindner veröffentlicht. Im Rahmen des Konzertes bei Essen Original 2022 spielte NiMa mit Jenny und dem Bassisten Silvio Falivene den neuen Song erstmalig live.

## Auszeichnungen und Nominierungen

### Auszeichnungen
2015
- Deutscher Rock und Pop Preis – 1. Platz „Beste Alternativ Sängerin“[21]
- Deutscher Rock und Pop Preis – 3. Platz „Bester Alternativ Song“ (Fight for, Album FOLLOW)[21]

2016
- Deutscher Rock und Pop Preis – 3. Platz „Bestes Alternativ Album“ (Album FOLLOW)[11][22][23]
- Deutscher Rock und Pop Preis – 3. Platz „Bester Alternativ Song“ (Memories, Album FOLLOW)[11][22][23]

2020
- Deutscher Rock und Pop Preis – 2. Platz „Beste Alternativ Sängerin“
- Deutscher Rock und Pop Preis – 2. Platz „Bestes Alternativ Album“
- Deutscher Rock und Pop Preis – 3. Platz „Bester Alternativ Song“ (The truth behind)

### Nominierungen
2015
- Deutscher Rock und Pop Preis – Kategorie „Deutscher Singer Preis“[24]

2016
- Deutscher Rock und Pop Preis – Kategorie „Singer Songwriter“[11][25]
- Deutscher Rock und Pop Preis – Kategorie „Rock / Alternative“[11][26]

## Diskografie

### NiMa Lindner
Demo
- 2014: Need some voice

Alben
- 2016: FOLLOW
- 2020: THE TRUTH BEHIND

Singles
- 2015: Follow your dreams
- 2015/2016: Learn to fly
- 2016: Colours passing by
- 2022: Saturday

### D.O.C.
Album
- 2014: Sweet dykes and rotten bikers

### Lupa Covella
Album
- 2018: Buonanotte amore mio

### SommerPAUSE feat. NiMa Lindner
Single
- 2022: Das Leben dreht sich